# Helge W. Endres
Helge Wolfgang Endres (* 1940) ist ein österreichischer Bundesheeroberst i. R. und Publizist und Autor.

## Leben
Endres legte 1958 die Matura im akademischen Gymnasium in Salzburg ab. Nach Absolvierung der Theresianischen Militärakademie wurde er 1970 als Panzeroffizier nach Graz ausgemustert. Seine Berufslaufbahn beim österreichischen Bundesheer beendete er als Presseoffizier beim Korpskommando I in Graz. In Graz war Endres als Obmann des Vereins der Bürger für Schutz und Sicherheit („Bürgerwehr“) und Gemeinderat der FPÖ tätig, trat aber im Juni 2002 zurück, als er alkoholisiert in einen Autounfall verwickelt wurde.
Im Ruhestand studierte Endres an der Karl-Franzens-Universität Graz Kunstgeschichte. Im September 2016 wurde ihm der akademische Grad Bachelor of Arts (BA) verliehen.

## Werke (Auswahl)
- 25 Jahre Jagdpanzerbataillon 4 Graz; Bundesministerium f. Landesverteidigung, Wien 1981.[5]
- Soldaten, Generäle und andere Leut' ; Verlag für Sammler, Graz 1991. ISBN 3-85365-095-3
- So gern es mir leid tut; Verlag für Sammler, Graz 1994. ISBN 3-85365-127-5
- Tarnen und Täuschen; Austria-Medien-Service, Graz 1995.
- Ohne Schritt - marsch!. Neue Schnurren aus dem Alltag des österreichischen Soldaten.; Verlag für Sammler, Graz 1997.  ISBN 3-85365-158-5
- Der heitere Feldherrnhügel - Schnurren aus dem Alltag österreichischer Soldaten.; Verlag für Sammler, Graz 2002. ISBN 3-85365-191-7
- Sturm über der Adria; Vehling, Graz 2011. ISBN 978-3-85333-198-9
- Das Heer an der Grenze, in: COP (Verein für kommunale Kriminalprävention), 3/1998, Seite 22.
- Krisen und Konflikte, in: COP (Verein für kommunale Kriminalprävention), 2/2000, Seite 24.